# Les Inventions
Les Inventions est un ensemble français de musique baroque et classique fondé en 2005 et basé en Bourgogne.

## Historique
L'ensemble est fondé en 2005 par le claveciniste, organiste et chef d'orchestre britannique Patrick Ayrton, qui a fait des études d’orgue, basse continue, direction de chœur et musique sacrée à l’Académie de Vienne en Autriche, avant de se spécialiser en musique ancienne et de partir aux Pays-Bas où il entre, au Conservatoire Royal de La Haye, dans la classe de clavecin et de musique ancienne de Ton Koopman, dont il devient l'assistant,,,,,.
L'ensemble collabore étroitement avec l'ensemble vocal britannique Voces8.
Basé en Bourgogne, l'ensemble se produit à l'Opéra de Dijon et au Centre Lyrique de Clermont-Ferrand, et dans des festivals comme le festival de Musique ancienne à Souvigny, les Saisons Mosaïques à Chalon-sur-Saône, la Drôme des Collines, les festivals de Ravello et de Musique ancienne à Magnano en Italie, de Baarn aux Pays-Bas et aux Concerts Bach de Lutry, en Suisse,.
Les Inventions sont en résidence depuis 2007 au premier festival français consacré à Bach, le festival Bach en Combrailles.
L'ensemble est (ou a été) soutenu par la Direction Régionale des Affaires Culturelles de Bourgogne, le Conseil régional de Bourgogne, le Conseil départemental de Saône-et-Loire, la Ville de Chalon-sur-Saône et la Communauté de Communes de Chalon.

## Répertoire
L'ensemble Les Inventions cherche à revitaliser l'ancienne tradition de combiner des éléments de musique, de poésie et de danse. 
Il travaille également à révéler des domaines encore méconnus du répertoire musical, tels les œuvres de Joseph Touchemoulin ou Thomas Linley, : la sortie d'un enregistrement en première mondiale d'œuvres de l'élève français de Tartini Joseph Touchemoulin (1727-1801), redécouvert par Patrick Ayrton en 2005, a suscité de nombreux éloges dans la presse (BBC, Diapason, Classica, etc). 

## Distinctions
- BBC Music Magazine Critics Choice en 2014 pour l'album  A Purcell collection.

## Discographie partielle
L'ensemble Les Inventions a réalisé des enregistrements pour les labels Ramée et Signum Records,.
- 2008 : Concertos & Symphonies de Joseph Touchemoulin (Ramée)
- 2014 : A Purcell collection, avec l'ensemble Voces8 (Signum Records)
- 2015 : Psalms de Benedetto Marcello, avec l'ensemble Voces8 (Signum Records)